# Lucillo Lievore
Lucillo Lievore (Breganze, 14 luglio 1940) è un ex ciclista su strada italiano, professionista dal 1966 al 1972.

## Carriera
In sette anni di carriera professionistica colse una sola vittoria, al Giro del Belvedere del 1968, ma raggiunse ugualmente una certa popolarità grazie alle sue partecipazioni al Giro d'Italia. Nel Giro d'Italia 1966, da neoprofessionista, fu protagonista di una lunga fuga solitaria nella penultima tappa, da Belluno a Vittorio Veneto, durante la quale accumulò un vantaggio massimo di 38 minuti finché, andato in crisi nel finale, fu raggiunto e superato da Pietro Scandelli, che andò a vincere la frazione.
L'episodio fu divulgato al grande pubblico durante Il processo alla tappa grazie alle interviste effettuate in corsa da Sergio Zavoli e fu, successivamente, fonte ispiratrice di divertenti parodie interpretate da Gino Bramieri, Raimondo Vianello e Ugo Tognazzi. Oltre al secondo posto di quella tappa, Lievore ottenne un ottavo posto nella cronometro individuale del Giro del 1967 vinta da Ole Ritter e un terzo posto nella quinta tappa del Giro del 1969 vinta da Albert Van Vlierberghe.
Per due volte, nel 1967 e nel 1971, Lievore concluse il Giro all'ultimo posto della classifica generale. Nella prima occasione, trattandosi della cinquantesima edizione della corsa a tappe, venne ripristinato il riconoscimento della maglia nera, che riservava un consistente premio al corridore ultimo in classifica. Lievore riuscì ad aggiudicarselo con uno stratagemma concordato con il suo direttore sportivo Marino Fontana: andato in fuga nell'ultima tappa, finse un malore e si fermò "nascondendosi" in un bar, dove attese che tutto il gruppo passasse per poi rimettersi in sella e raggiungere il traguardo finale con un adeguato ritardo sugli altri concorrenti .

## Palmarès
- 1964 (dilettanti)

Astico-Brenta
- 1968 (Kelvinator, una vittoria)

Giro del Belvedere

### Altri successi
- 1967 (Mainetti)

Maglia nera Giro d'Italia

## Piazzamenti

### Grandi Giri
- Giro d'Italia

1966: 63º
1967: 70º
1968: 94º
1969: 56º
1971: 75º

### Classiche monumento
- Milano-Sanremo

1967: 98º
1968: 42º
1969: 109º
1970: 141º